# Peter Frantz
Peter Frantz (24 de julho de 1917 - 11 de março de 2001) foi um oficial alemão que serviu no Deutsches Heer durante a Segunda Guerra Mundial. Foi condecorado com a Cruz de Cavaleiro da Cruz de Ferro com Folhas de Carvalho.

## Condecorações
| Cruz de Ferro (1939) 2ª Classe                                   | 8 de novembro de 1939  |
| Cruz de Ferro (1939) 1ª Classe                                   | 3 de julho de 1940     |
| Distintivo Geral de Assalto                                      | 26 de dezembro de 1940 |
| Medalha da Frente Oriental                                       | 7 de setembro de 1942  |
| Distintivo de Feridos (1939) em Preto                            | 8 de julho de 1942     |
| Distintivo de Feridos (1939) em Prata                            | 29 de setembro de 1942 |
| Distintivo de Feridos (1939) em Ouro                             | 8 de outubro de 1943   |
| Cruz Germânica em Ouro                                           | 19 de janeiro de 1942  |
| Cruz de Cavaleiro da Cruz de Ferro                               | 4 de junho de 1942     |
| Cruz de Cavaleiro da Cruz de Ferro com Folhas de Carvalho nº 228 | 14 de abril de 1943    |